# International orange
L'international orange est une couleur utilisée dans l'industrie américaine pour distinguer les objets de leur environnement.

## Définition
International orange est le nom de couleur associé à la peinture référencée 12197 définie pour les fournitures au gouvernement fédéral américain.
La norme fédérale 595, établie par le gouvernement des Etats-Unis en 1956 et actualisée à plusieurs reprises, définit l'aspect et la colorimétrie des peintures sous illuminants A, C et F2. Pour l'International Orange, l'aspect est glossy (brillant) et les coordonnées colorimétriques renvoient à orange vif hors du gamut des écrans sRGB.
Cette définition le rend presque identique à la couleur RAL 2010 « orangé de sécurité ».

## Usage
Certaines tours hautes, comme la Tour de Tokyo et la tour de télévision d'Erevan, sont peintes en blanc et international orange, conformément aux règles de sécurité aérienne américaines[réf. souhaitée].

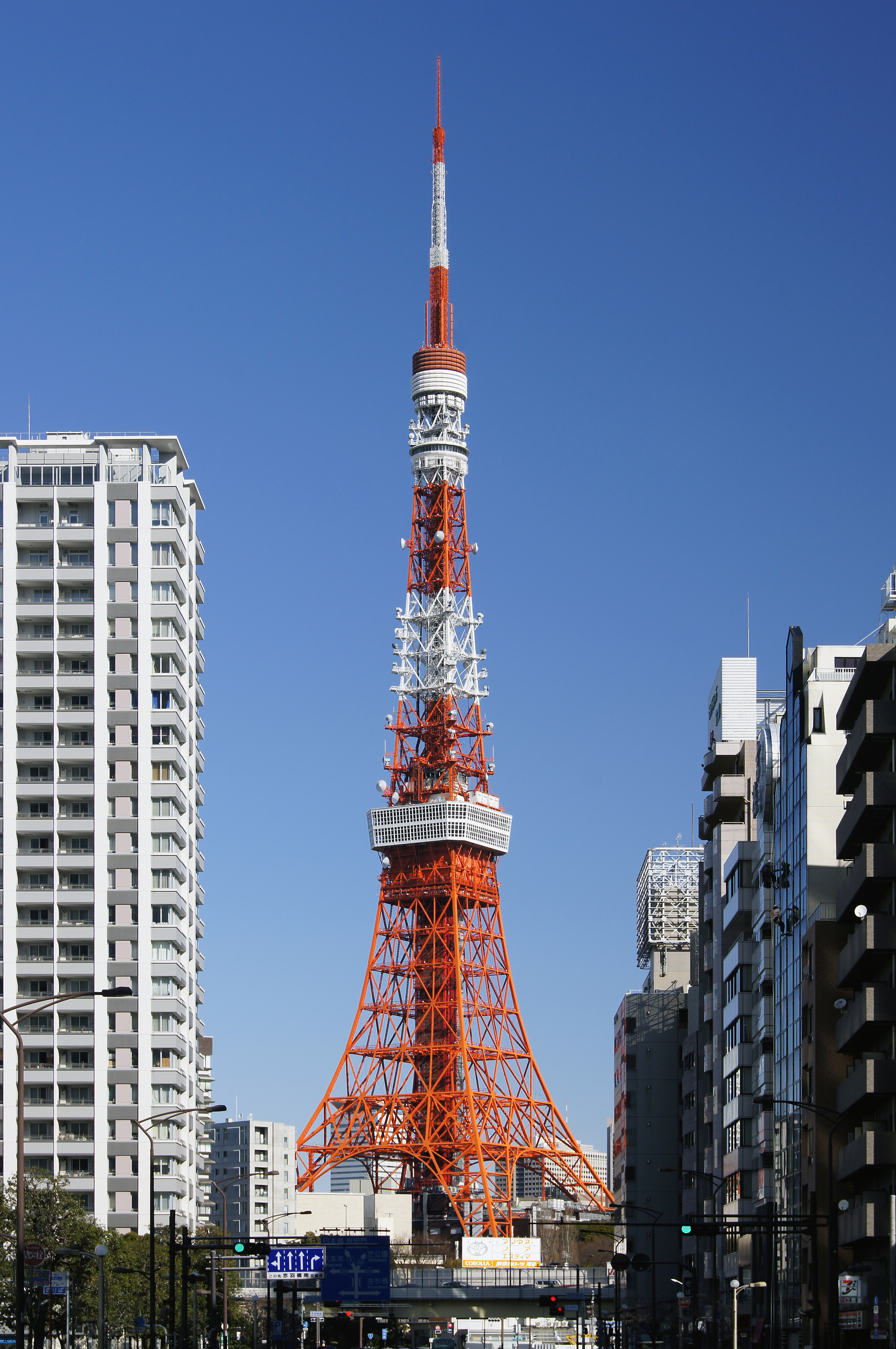
La tour de Tokyo.
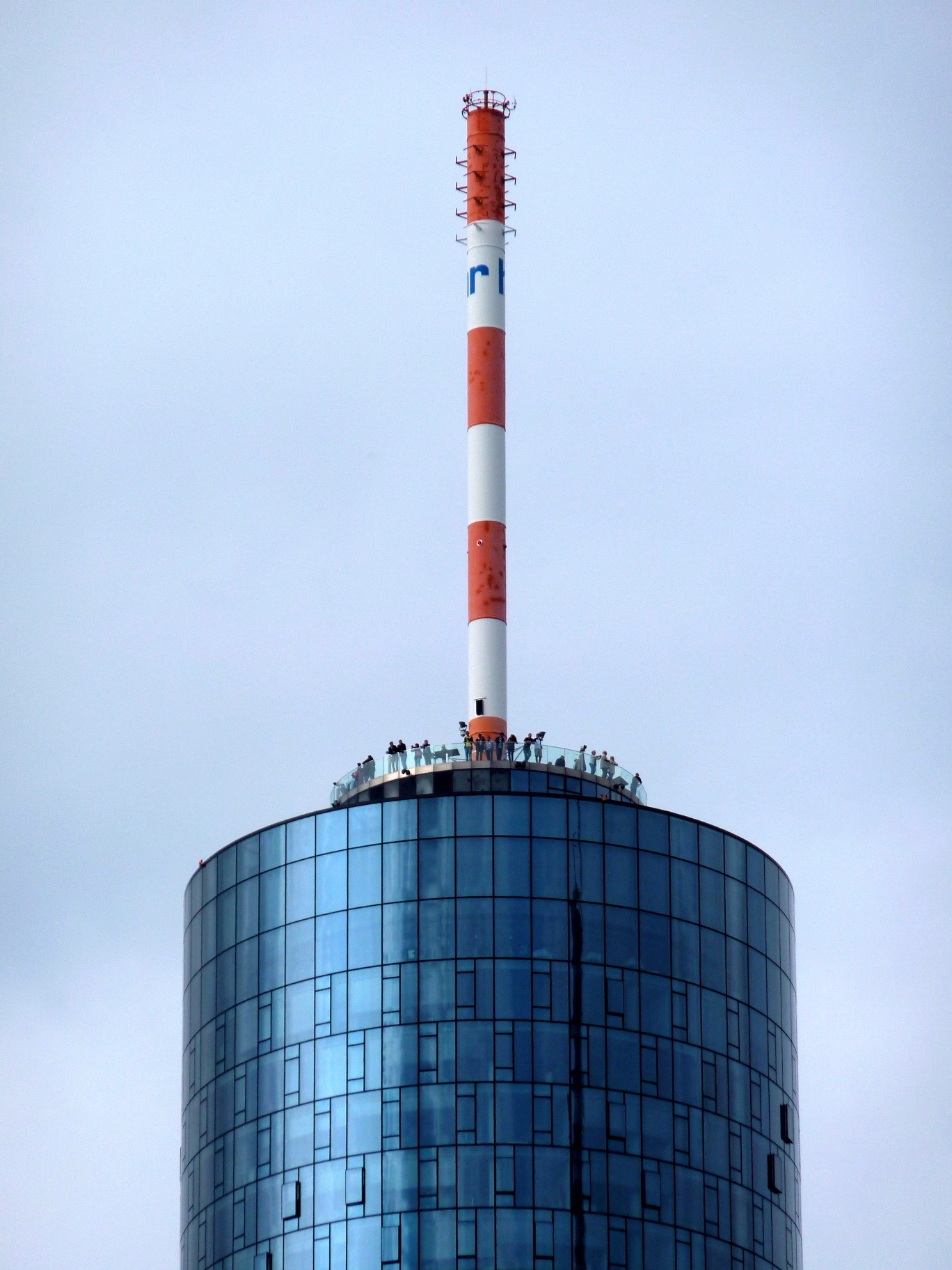
Antenne de la Main Tower à Francfort.

En France, on utilise le blanc et le rouge, de préférence  RAL 3000 « rouge feu », RAL 3020 « rouge signalisation », RAL 3024 « rouge brillant », RAL 3026 « rouge clair brillant ». Le Service technique de l'aviation civile préconise les deux derniers, plus lumineux.

## Orange assimilés
On désigne comme international orange des couleurs dont l'usage et l'apparence sont proches, sans répondre exactement à la définition de la norme.
C'est une des teintes utilisées par la NASA. Le Bell X-1, premier avion à franchir le mur du son, était peint en orange international.

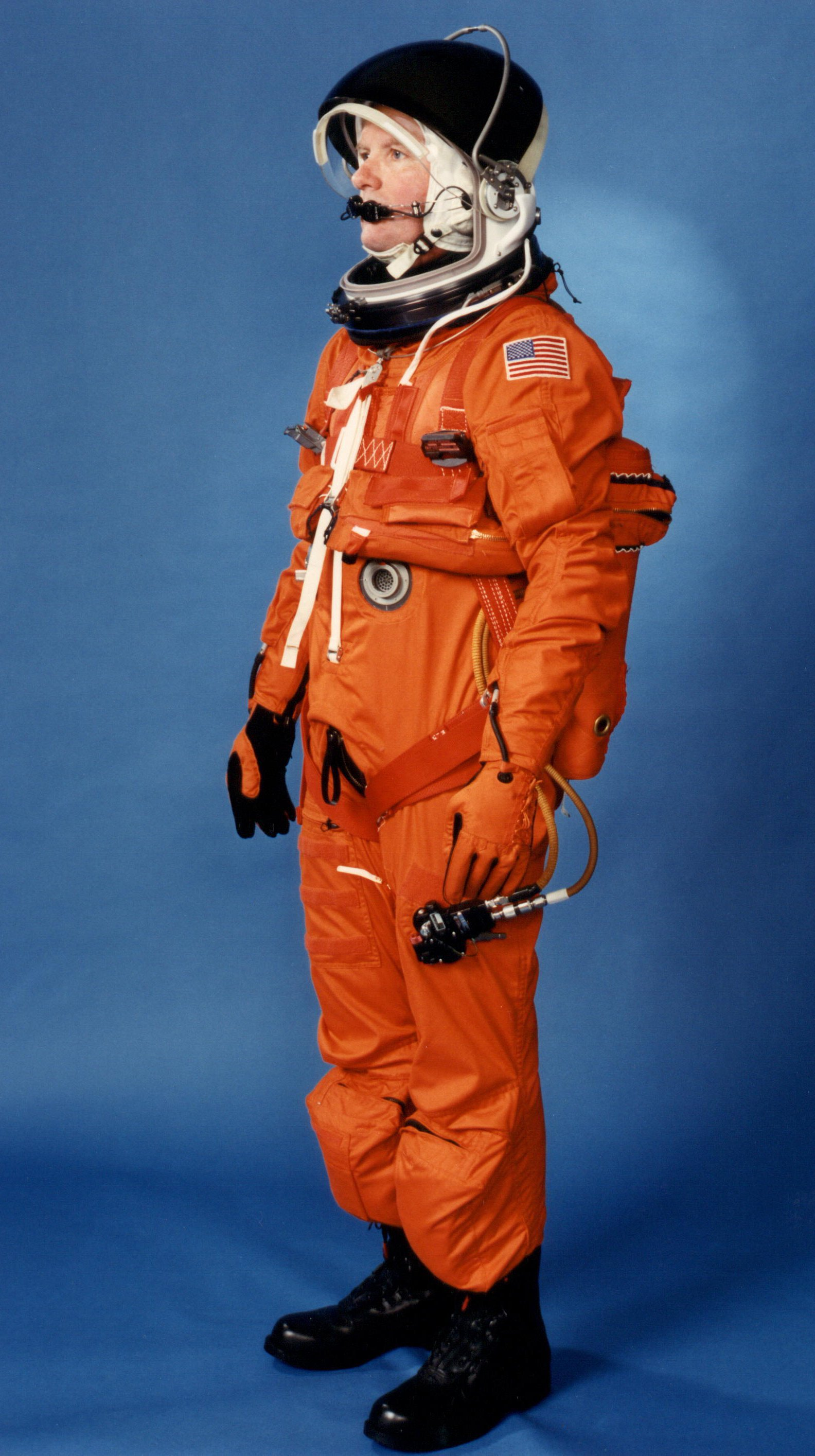
Combinaison spatiale orange utilisée par la NASA.
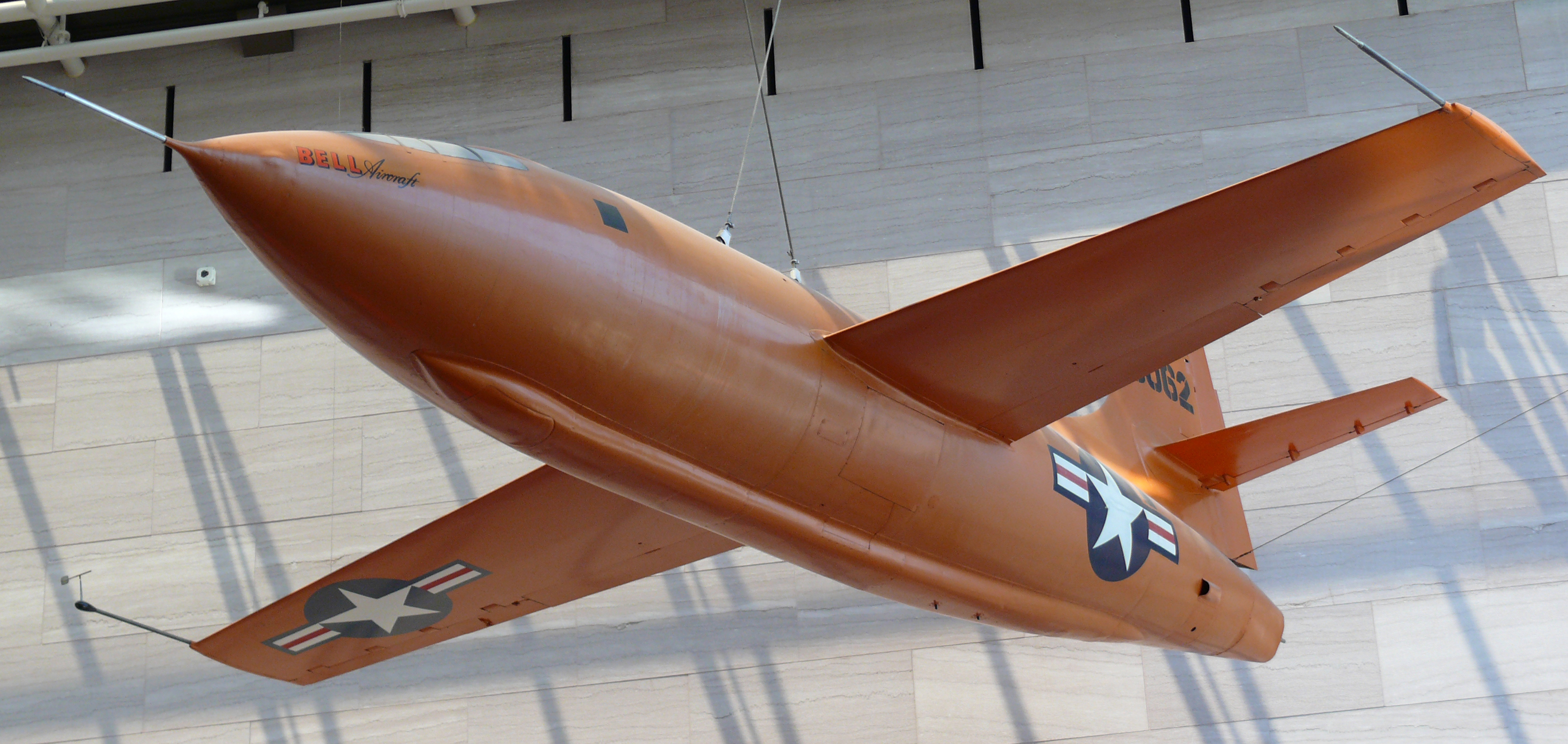
Le Bell X-1.

Le Pont du Golden Gate à San Francisco, en Californie est peint en orange. Sa couleur est souvent désignée comme « orange international », bien qu'il ne réponde pas à la définition de la norme ; il est légèrement plus clair,. On applique le même terme au pont du 25 Avril à Lisbonne, au Portugal, bien qu'il ne soit manifestement pas du même rouge-orangé.

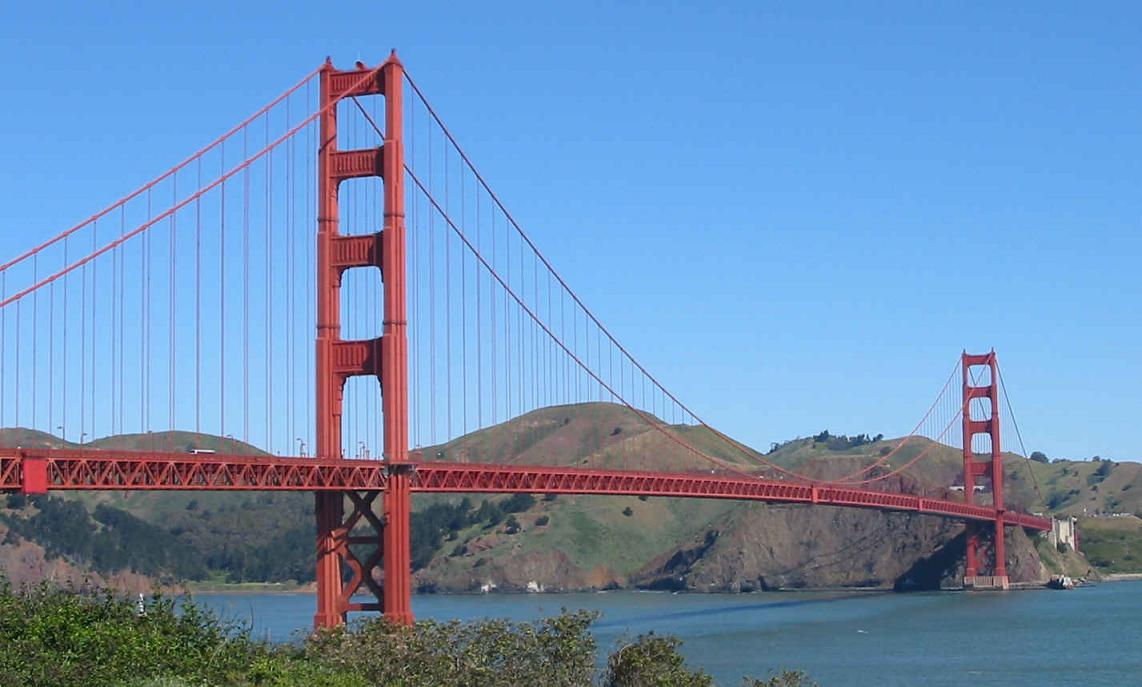
Le pont du Golden Gate.
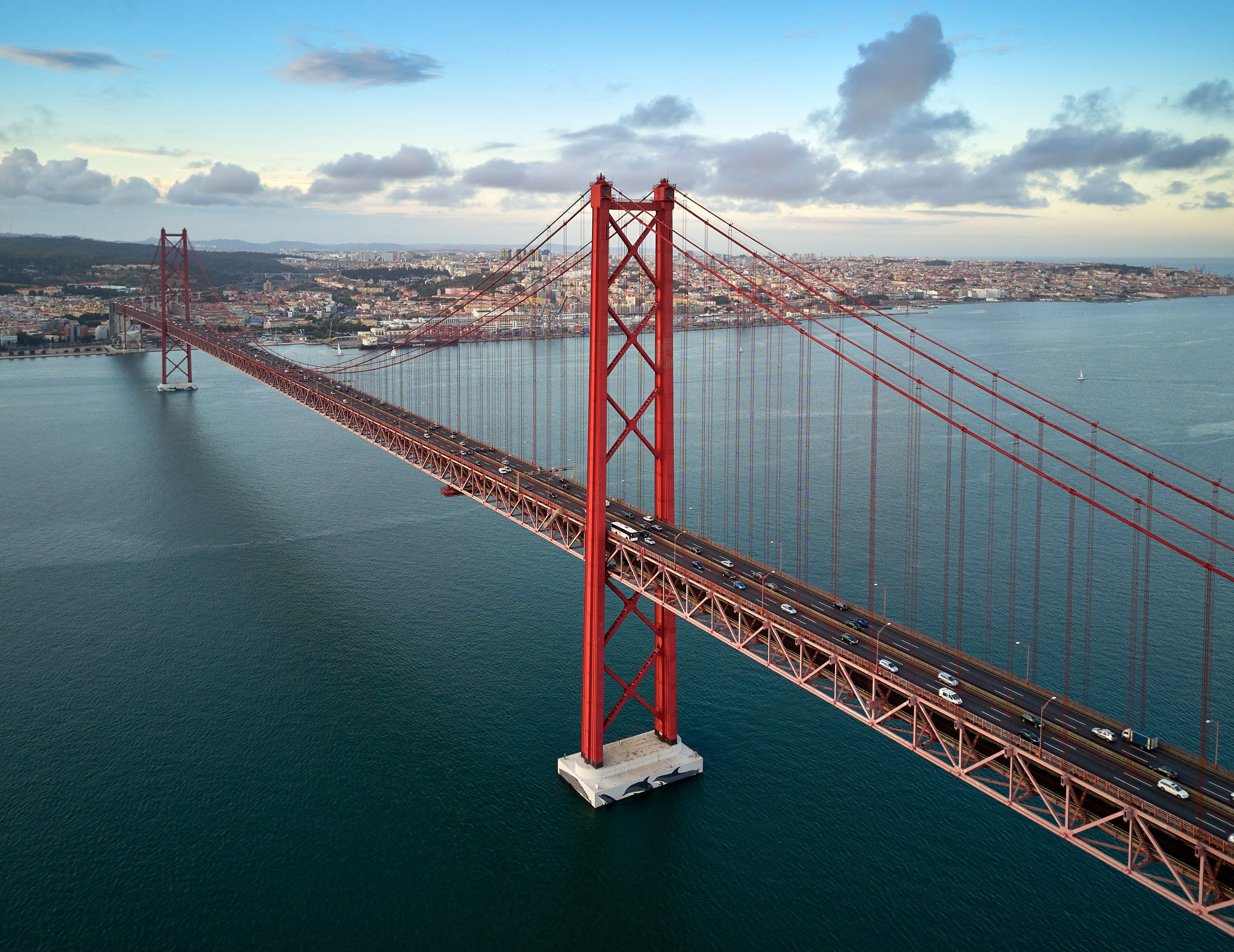
Le pont du 25 Avril.